# La noche y el alba
La noche y el alba és una pel·lícula dramàtica espanyola estrenada el 1958, barreja d'intriga policial i document social, i dirigida per José María Forqué amb un guió escrit pel mateix Forqué i Alfonso Sastre, basat en una història d'Alfonso Paso i Mariano Ozores. S'hi proposa la qüestió de la reconciliació nacional, però el seu fracàs comercial va empentar Forqué cap a un cinema més comercial.

## Sinopsi
Pedro és un fotògraf de carrer que va lluitar en el bàndol republicà durant la guerra civil espanyola i que és obsessionat amb una model. La jove mor accidental en una cita amb un enginyer però n'és acusat Pedro. Carlos, tot i que sap la veritat, no la diu a la policia per no comprometre la seva carrera.

## Premis
Medalles del Cercle d'Escriptors Cinematogràfics
| Any  | Categoria                          | Pel·lícula       | Resultat   |
| ---- | ---------------------------------- | ---------------- | ---------- |
| 1958 | Millor fotografia en blanc i negre | Cecilio Paniagua | Guanyadora |